# Gaspar Pinto
Álvaro Gaspar Pinto (27 febbraio 1912 – 27 aprile 1969) è stato un calciatore portoghese, di ruolo difensore.

## Carriera

### Nazionale
Ha collezionato 7 presenze con la maglia della Nazionale.

## Statistiche

### Presenze e reti in Nazionale
| Cronologia completa delle presenze e delle reti in nazionale ― Portogallo | Cronologia completa delle presenze e delle reti in nazionale ― Portogallo | Cronologia completa delle presenze e delle reti in nazionale ― Portogallo | Cronologia completa delle presenze e delle reti in nazionale ― Portogallo | Cronologia completa delle presenze e delle reti in nazionale ― Portogallo | Cronologia completa delle presenze e delle reti in nazionale ― Portogallo | Cronologia completa delle presenze e delle reti in nazionale ― Portogallo | Cronologia completa delle presenze e delle reti in nazionale ― Portogallo |
| Data                                                                      | Città                                                                     | In casa                                                                   | Risultato                                                                 | Ospiti                                                                    | Competizione                                                              | Reti                                                                      | Note                                                                      |
| ------------------------------------------------------------------------- | ------------------------------------------------------------------------- | ------------------------------------------------------------------------- | ------------------------------------------------------------------------- | ------------------------------------------------------------------------- | ------------------------------------------------------------------------- | ------------------------------------------------------------------------- | ------------------------------------------------------------------------- |
| 11-03-1934                                                                | Madrid                                                                    | Spagna                                                                    | 9 – 0                                                                     | Portogallo                                                                | Qual. Mondiali 1934                                                       | -                                                                         |                                                                           |
| 18-03-1934                                                                | Lisbona                                                                   | Portogallo                                                                | 1 – 2                                                                     | Spagna                                                                    | Qual. Mondiali 1934                                                       | -                                                                         |                                                                           |
| 28-11-1937                                                                | Vigo                                                                      | Spagna                                                                    | 1 – 2                                                                     | Portogallo                                                                | Amichevole                                                                | -                                                                         |                                                                           |
| 06-11-1938                                                                | Losanna                                                                   | Svizzera                                                                  | 1 – 0                                                                     | Portogallo                                                                | Amichevole                                                                | -                                                                         |                                                                           |
| 12-02-1939                                                                | Lisbona                                                                   | Portogallo                                                                | 2 – 4                                                                     | Svizzera                                                                  | Amichevole                                                                | -                                                                         |                                                                           |
| 28-01-1940                                                                | Parigi                                                                    | Francia                                                                   | 3 – 2                                                                     | Portogallo                                                                | Amichevole                                                                | -                                                                         | cap.                                                                      |
| 01-01-1942                                                                | Lisbona                                                                   | Portogallo                                                                | 3 – 0                                                                     | Svizzera                                                                  | Amichevole                                                                | -                                                                         |                                                                           |
| Totale                                                                    |                                                                           | Presenze                                                                  | 7                                                                         |                                                                           | Reti                                                                      | 0                                                                         |                                                                           |